# Joachim Kurtz
Joachim Kurtz (* 1964) ist ein deutscher Sinologe und Historiker.

## Biografie
Kurtz studierte Sinologie, Politikwissenschaften und Philosophie in Hamburg, Peking, Berlin, Shanghai, Göttingen und Erlangen. 2003 promovierte er in Sinologie an der Universität Erlangen-Nürnberg. Außerdem war er als Gastwissenschaftler am Institute for Advanced Study in Princeton und an der École des Hautes Études en Sciences Sociales (EHESS) in Paris tätig. Kurtz bekleidet seit Sommer 2009 die Professur für Wissensgeschichte am Exzellenzcluster „Asien und Europa im globalen Kontext“ der Universität Heidelberg. Vor seiner Berufung nach Heidelberg war er Associate Professor für Sinologie an der Emory University in Atlanta und Leiter einer Forschungsgruppe am Max-Planck-Institut für Wissenschaftsgeschichte in Berlin.
2019 wurde Kurtz in die Academia Europaea gewählt.

## Forschung
Im Mittelpunkt seiner Forschung stehen kulturelle, philosophische und wissenschaftliche Austauschprozesse zwischen China, Japan und Europa mit besonderer Berücksichtigung von historischer Epistemologie, Logik, politischer Theorie, Buchgeschichte, Rhetorik, und historischer Semantik. Neben der sprachlichen Vermittlung und Zirkulation von Wissen in kulturellen Austauschprozessen gilt sein Interesse der Formation wissenschaftlicher Disziplinen, den Orten, an denen Kenntnisse generiert und weitergegeben werden, sowie den Maßstäben, anhand derer die Gültigkeit von Theorien beurteilt wird. Er geht diesen Fragen über regionale und disziplinäre Grenzen hinweg nach und betrachtet, wie die Begegnung mit neuen Wissensbeständen den Blick auf eigene Traditionen verändert.

## Rezeption
Joachim Kurtz schreibt in seiner Dissertation Die Entdeckung der chinesischen Logik, dass eine eurozentrische Perspektive auf asiatische Geschichte zu mangelhaften Resultaten führe. Eine neue globale Geschichte der „Wahrheit und Rationalität“ müsse westlich geprägte Begriffe von Nation, Kultur und Wissenschaft demontieren. Diese Vorgehensweise wird kritisiert, da Kurtz weder im Rahmen einer methodologischen Selbstreflexion über die Vorbilder dieses Ansatzes (z. B. Edward Said und Michel Foucault) Rechenschaft ablegt, noch begründet, wie der vertretene Anspruch auf Rationalität und Wahrheit epistemologisch „letztendlich sanktioniert“ sei. Benjamin Elman bezeichnete Kurtz in einer Rezension zu dessen Dissertation als einen „vielversprechenden Forscher“, den man überzeugen müsse, etwas „gewagter zu denken“. Dann könnten zukünftige Projekte von Kurtz zu einer „tour de force“ über intellektuellen Wandel in der Zeit von der Qing-Dynastie zum modernen China werden. Vivienne Alleton lobte in einer Rezension, dass Kurzens Dissertation mit einer Bibliografie von über 800 Einträgen einen wichtigen Beitrag zum Verständnis der Entstehung der chinesischen Terminologie zur Logik geliefert habe.

## Veröffentlichungen (Auswahl)
Bücher
- The Discovery of Chinese Logic. Leiden and Boston: Brill, 2011.
- Selbstbehauptungsdiskurse in Asien: China – Japan – Korea. Co-edited with I. Amelung, M. Koch et al. Iudicium, München 2003, ISBN 978-3-89129-845-9.
- New Terms for New Ideas. Western Knowledge and Lexical Change in Late Imperial China. Co-edited with M. Lackner and I. Amelung. Leiden: Brill 2001.

Artikel
- Disciplining the National Essence: Liu Shipei and the Reinvention of Ancient China’s Intellectual History. In Science and Technology in Modern China, 1880s–1940s. Edited by Benjamin A. Elman and Jing Tsu. Leiden and Boston: Brill 2014, pp. 67–91.
- Translating the Vocation of Man: Liang Qichao (1873–1929), J. G. Fichte, and the Body Politic in Early Republican China. In Why Concepts Matter: Translating Political and Social Thought. Edited by Martin J. Burke and Melvin Richter. Leiden and Boston: Brill 2012, pp. 153–176.
- Framing European Technology in Seventeenth-Century China: Rhetorical Strategies in Jesuit Paratexts. In Cultures of Knowledge: Technology in Chinese History. Edited by Dagmar Schäfer. Leiden and Boston: Brill 2011, pp. 209–232.
- Domesticating a Philosophical Fiction: Chinese Translations of Immanuel Kant's 'Things in Themselves'. Concept and Communication 7 (2011), pp. 165–202.